# 741 Botolphia
741 Botolphia este un asteroid din centura principală, descoperit pe 10 februarie 1913, de Joel Metcalf.